# Tityus costatus
Espèce
Synonymes
- Isometrus costatus Karsch, 1879
- Isometrus sonticus Karsch, 1879
- Tityus dorsomaculatus Lutz & Mello, 1922
- Tityus bresslaui Werner, 1927
- Tityus intermedius iophorus Mello-Leitão, 1931
- Tityus novateutoniae Roewer, 1943

Tityus costatus est une espèce de scorpions de la famille des Buthidae.

## Distribution
Cette espèce est endémique du Brésil. Elle se rencontre dans les État de Rio de Janeiro, de São Paulo, du Paraná, du Rio Grande do Sul, du Minas Gerais et d'Espírito Santo.

## Systématique et taxinomie
Cette espèce a été décrite sous le protonyme Isometrus costatus par Karsch en 1879. Elle est placée dans le genre Tityus par Kraepelin en 1899.

## Publication originale
- Karsch, 1879 : « Skorpionologische Beiträge. II. » Mittheilungen des Münchener Entomologischen Vereins, vol. 3, no 2, p. 97-136 (texte intégral).